# Joe Riggs
Joseph Jahanithin Riggs, född 23 september 1982, är en amerikansk MMA-utövare som tävlar i organisationen Ultimate Fighting Championship.